# Juan Pablo De Vigili (Devi)
Juan Pablo De Vigili (Corrientes, 11 de Julio de 1986) es un cantante, Emprendedor, Arquitecto, Musico, Empresario y modelo argentino. Alcanzó notoriedad pública tras su participación en Gran Hermano 2025 por Telefe.

## Biografía
Juan Pablo De Vigili (Devi) nació en la Provincia de Corrientes. Antes de ingresar a la televisión Devi vivia en Corrientes, trabajando como arquitecto y como empresario gastronómico, tiene un restaurante que se llama Mola, sobre el río en la Costanera de Corrientes y también tuvo un bar que vendío para saldar una estafa que le hicieron.
Aunque es arquitecto de profesión, Juan Pablo siempre tuvo una veta artística. En su juventud integró una banda musical llamada Blonda, donde era el vocalista. Incluso se viralizó un videoclip del grupo versionando “Cake by the Ocean” de DNCE, lo que dejó en evidencia una faceta desconocida de su pasado.